# Fabienne Ficher
Fabienne Ficher (ur. 25 kwietnia 1966 w Paryżu) – francuska lekkoatletka, sprinterka, mistrzyni igrzysk śródziemnomorskich i frankofońskich, olimpijka.

## Życiorys
Zajęła 7. miejsce w biegu na 100 metrów, 6. miejsce w biegu na 200 metrów, a sztafeta 4 × 100 metrów z jej udziałem została zdyskwalifikowana w finale na mistrzostwach Europy juniorów w 1983 w Schwechat. Zajęła 4. miejsce w biegu na 200 metrów na światowych igrzyskach halowych w 1985 w Paryżu. Odpadła w półfinale tej konkurencji na halowych mistrzostwach Europy w 1986 w Madrycie. Zajęła 7. miejsce w finale biegu na 400 metrów na mistrzostwach Europy w 1986 w Stuttgarcie. Na halowych mistrzostwach Europy w 1987 w Liévin odpadła w eliminacjach tej konkurencji.
Zajęła 7. miejsce w sztafecie 4 × 400 metrów i odpadła w półfinale biegu na 400 metrów na mistrzostwach świata w 1987 w Rzymie. Odpadła w półfinale biegu na 400 metrów na halowych mistrzostwach Europy w 1988 w Budapeszcie. Na igrzyskach olimpijskich w 1988 w Seulu zajęła 7. miejsce w sztafecie 4 × 400 metrów i odpadła w ćwierćfinale biegu na 400 metrów. Zajęła 6. miejsce w finale biegu na 400 metrów na halowych mistrzostwach Europy w 1989 w Hadze. Na mistrzostwach Europy w 1990 w Splicie zajęła 5. miejsce w sztafecie 4 × 400 metrów i odpadła w półfinale biegu na 200 metrów. Odpadła w półfinale biegu na 200  metrów na halowych mistrzostwach świata w 1991 w Sewilli.
Zdobyła trzy medale na igrzyskach śródziemnomorskich w 1991 w Atenach: złote w sztafecie 4 × 100 metrów (która biegła w składzie: Magalie Simioneck, Maguy Nestoret, Ficher i Valérie Jean-Charles) i w sztafecie 4 × 400 metrów (w składzie: Elsa Devassoigne, Véronique Poulain, Francine Landre i Ficher) oraz srebrny w biegu na 200 metrów. Odpadła w półfinale biegu na 200 metrów na halowych mistrzostwach Europy w 1994 w Paryżu. Na igrzyskach frankofońskich w 1994 w Bondoufle zwyciężyła w sztafecie 4 × 100 metrów (w składzie: Patricia Girard, Odiah Sidibé, Ficher i Delphine Combe) i zdobyła brązowy medal w biegu na 200 metrów. Odpadła w eliminacjach biegu na 200 metrów na halowych mistrzostwach świata w 1995 w Barcelonie i halowych mistrzostwach świata w 1997 w Paryżu.
Zdobyła srebrne medale w biegu na 400 metrów i w sztafecie 4 × 400 metrów (w składzie: Marie-Louise Bévis, Sylvie Birba, Ficher i Anita Mormand) na igrzyskach frankofońskich w 1997 w Antananarywie. Odpadła w półfinale biegu na 200 metrów na halowych mistrzostwach Europy w 1998 w Walencji. Na mistrzostwach Europy w 1998 w Budapeszcie odpadła w półfinale biegu na 400 metrów i wystąpiła w eliminacjach sztafety sztafecie 4 × 400 metrów (w finale zastąpiła ją Viviane Dorsile). Odpadła w półfinale biegu na 200 metrów na halowych mistrzostwach świata w 1999 w Maebashi.
Była mistrzynią Francji w biegu na 200 metrów w 1990 oraz w biegu na 400 metrów w 1985 i 1987, wicemistrzynią w biegu na 200 metrów w 1996 oraz w biegu na 400 metrów w 1989 i 1998, a także brązową medalistką w biegu na 400 metrów w 1984, 1988, 1991 i 1999. W hali była mistrzynią w biegu na 200 metrów w 1986, 1991, 1994, 1997 i 1998 oraz w biegu na 400 metrów w latach 1987–1989, wicemistrzynią w biegu na 200 metrów w 1982, 1990, 1995 i 1999 oraz brązową medalistką w biegu na 60 metrów w 1997 i w biegu na 200 metrów w 1983.
Była rekordzistką Francji w sztafecie 4 × 400 metrów z czasem 3:25,15, uzyskanym 1 września 1990 w Splicie, a także halową rekordzistka Francji w biegu na 400 metrów z wynikiem 53,17 s (21 lutego 1988 w Liévin). Jest aktualną (listopad 2022) halową rekordzistką swego kraju w sztafecie 4 × 200 metrów z czasem 1:34,47 (10 lutego 1990 w Paryżu, sztafetę tworzyły: Patricia Girard, Ficher, Marie-Christine Cazier i Odiah Sidibé).

## Rekordy życiowe
Rekordy życiowe Ficher:
- bieg na 60 metrów (hala) – 7,27 s (20 stycznia 1999, Eaubonne)
- bieg na 100 metrów – 11,58 s (6 czerwca 1982, Villeneuve-d’Ascq)
- bieg na 200 metrów – 23,19 s (29 lipca 1990, Blois)
- bieg na 200 metrów (hala) – 23,20 s (14 lutego 1999, Liévin)
- bieg na 400 metrów – 51,81 s (14 sierpnia 1988, Tours)
- bieg na 400 metrów (hala) – 53,17 s (21 lutego 1988, Liévin)